# Bitwa pod Widawą
Bitwa pod Widawą – bratobójcza bitwa stoczona pod Widawą podczas konfederacji barskiej 23 czerwca 1771 roku pomiędzy oddziałami konfederatów dowodzonymi przez Józefa Zarembę a wojskami królewskimi pod wodzą Franciszka Ksawerego Branickiego. Zakończona rozbiciem wojsk królewskich. 